# Fedir Parfenovych Bohatyrchuk
Fedir Parfenovych Bohatyrchuk (còn gọi là Bogatirchuk, Bohatirchuk, Bogatyrtschuk) (tiếng Ukraina: Федір Парфенович Богатирчук; Фёдор Парфеньевич Богатырчук , Fyodor Parfenyevich Bogatyrchuk; 27 tháng 11 năm 1892 – 4 tháng 9 năm 1984) là một kỳ thủ cờ vua, bác sĩ y khoa (bác sĩ X quang), nhà hoạt động chính trị và nhà văn người Canada gốc Ukraina.

## Sự nghiệp tại Liên Xô

### Cờ vua
Khi còn trẻ, Bohatyrchuk đôi khi đi tham dự các giải đấu cờ vua với kỳ thủ vĩ đại Mikhail Chigorin (1850–1908), người đã suýt thua một trận tranh vị trí vô địch thế giới trước Wilhelm Steinitz vào năm 1892. Chigorin đã huấn luyện kỳ thủ trẻ này và ảnh hưởng đến phong cách cũng như cách mở màn của ông.
Năm 1911, Bohatyrchuk giành chức vô địch Thành phố Kiev (nay là Kyiv); Theo sau ông là Stefan Izbinsky, Efim Bogoljubow, v.v. Năm 1912, ông đứng thứ 3 trong Giải vô địch toàn Nga. Vào tháng 2 năm 1914, ông thua trong trận đấu giao hữu trước José Raúl Capablanca tại Kiev. Năm 1914, ông đứng thứ 3 tại Kiev.
Năm 1926, Bohatyrchuk viết cuốn sách về cờ vua đầu tiên mang tên Шахи (Szachy, Shakhy, Cờ vua) bằng tiếng Ukraina. Năm 1927, ông thắng ở Kiev.
Vào tháng 11 năm 1931, ông đứng thứ 3-6 tại Moscow (giải vô địch Liên Xô thứ 7), với tỷ số 17/10, khi Mikhail Botvinnik thắng. Năm 1933, ông thắng giải Moscow (Tứ kết), với tỷ số 4,5/6. Vào tháng 9 năm 1933, ông đứng thứ 8 tại Leningrad (Giải vô địch Liên Xô lần thứ 8), với 10,5/19, khi Botvinnik lại giành chiến thắng. Vào tháng 12 năm 1934 / tháng 1 năm 1935, ông đứng thứ 3-4 tại Leningrad (Giải vô địch Liên Xô lần thứ 9), với 11,5/19, chỉ kém nửa điểm so với những người chiến thắng chung cuộc là Grigory Levenfish và Ilya Rabinovich. Vào giữa những năm 1930, Liên đoàn Cờ vua Liên Xô đã yêu cầu Bohatyrchuk thi đấu thường xuyên hơn ở các giải đấu cao nhất, nhưng ông đã từ chối do nghĩa vụ nghề nghiệp chuyên môn của mình.

### Bác sĩ y khoa
Bohatyrchuk hoàn thành chương trình học trung học vào năm 1912. Ông vào học Đại học Kiev (nay là Đại học Kyiv) vào năm đó để theo học ngành y và phục vụ trong quân y quân đội Nga trong Thế chiến thứ nhất.
Ông kết hôn với Olga Zykina (1892–1990) vào năm 1915; cặp đôi có một con gái là Tiến sĩ Tamara Jeletzky (1917–1998).
Ông đã tốt nghiệp với tư cách là bác sĩ X quang chuyên nghiệp, vào thời điểm đó là một chuyên ngành mới nổi; ông đã hoàn thành khóa học của mình vào năm 1940.
Trong Nội chiến Nga, 1917–1922, ông làm việc cho một bệnh viện quân đội và là giáo sư giải phẫu tại Viện Giáo dục Thể chất và Thể thao ở Kiev.

## Định cư ở Canada
Sau khi Thế chiến thứ hai kết thúc, Hoa Kỳ, Vương quốc Anh và Canada đã chọn cung cấp nơi tị nạn cho một số lượng lớn người Đông Âu. Canada đã trở thành nơi trú ẩn an toàn cho nhiều người Ukraina. Những chính sách này được quyết định bởi nhu cầu cấp thiết của Chiến tranh Lạnh, đặc biệt là với hy vọng sử dụng một số người trong số này trong trường hợp Chiến tranh Lạnh chuyển sang giai đoạn nóng. Ngoài ra, một số người nhập cư có kỹ năng chuyên môn được các cường quốc phương Tây quan tâm.

### Giáo sư y khoa
Những chính sách này đã giúp Bohatyrchuk di cư đến Canada vào năm 1948, ông định cư ở thủ đô Ottawa. Ông trở thành giáo sư y khoa tại Đại học Ottawa và là tác giả của nhiều nghiên cứu khoa học.
Ông nhận được Huân chương Barclay năm 1955 từ Hiệp hội X quang Anh. Từ năm 1960, ông là thành viên danh dự của Hiệp hội X quang Canada.

### Nhà hoạt động chính trị, nhà văn
Bohatyrchuk, gửi từ Canada cho tạp chí Cờ vua của Anh một bức thư vào năm 1949, là một trong những người đầu tiên mô tả các phương pháp trả lương cao và phúc lợi xa hoa của nhà nước Xô viết dành cho những vận động viên thể thao đầy triển vọng và tài năng, bao gồm cả những kỳ thủ, cùng với việc đào tạo chuyên sâu, như một phần của một chương trình tổng thể để chứng minh tính ưu việt của hệ thống cộng sản. Liên Xô khẳng định rằng những kỳ thủ cờ vua hàng đầu của họ, bao gồm cả nhà vô địch thế giới mới Botvinnik, đều là những người nghiệp dư, trái ngược với những kỳ thủ cờ vua chuyên nghiệp ở những nơi khác trên thế giới. Bức thư của ông đã gây ra sự quan tâm và tranh cãi đáng kể trên khắp thế giới cờ vua vào thời điểm đó, bao gồm nhiều câu trả lời từ các nhân vật cờ vua trên toàn thế giới như Robert G. Wade và Luděk Pachman. Bohatyrchuk chắc chắn không giành được người bạn nào trong giới lãnh đạo cờ vua Liên Xô với hoạt động tuyên truyền tích cực vốn gây sự chú ý không mong muốn đối với hoạt động của họ này, đồng thời gây ra sự mâu thuẫn trực tiếp về mặt chuyên môn.
Bohatyrchuk cũng viết sách lịch sử và hồi ký. Tại đại hội của những người theo chủ nghĩa liên bang Ukraina ở Thác Niagara năm 1952, ông được bầu làm Chủ tịch Hiệp hội những người theo chủ nghĩa Dân chủ Liên bang Ukraina, đồng thời là tổng biên tập của các cơ quan báo chí "Skhidnyak" và "Đảng Dân chủ Liên bang". Ông là tác giả của nhiều tờ báo và bài báo định kỳ về lịch sử của ODNR (Phong trào Giải phóng Nhân dân Nga). Ông viết cuốn tự truyện của mình: "My Life Path to Vlasov and Manifesto of Praha" (xuất bản ở San Francisco, 1978) (bằng tiếng Nga: Мой жизненный путь к Власову и Пражскому Манифесту, Moy zhiznennyi put' k Vlasovu i Prazhskomu Manifestu).

### Đại kiện tướng
Năm 1954, FIDE phong cho ông danh hiệu Đại kiện tướng. Những thành tích trước đó của ông, đặc biệt là ở Giải vô địch Liên Xô, có thể đủ cho danh hiệu Đại kiện tướng cao hơn, nhưng Liên Xô đã ngăn chặn điều này vì lý do chính trị.

## Di sản cờ vua
Sau khi xem lại các trận đấu của Bohatyrchuk, cựu vô địch thế giới là Đại kiện tướng Boris Spassky đã tuyên bố vào năm 2017 rằng "nếu Bohatyrchuk chơi cờ chuyên nghiệp, anh ấy có thể là nhà vô địch thế giới đầu tiên của Liên Xô."
Bohatyrchuk, sinh năm 1892, thuộc cùng thế hệ cờ vua Nga với Alexander Alekhine (sinh 1892), Efim Bogoljubow (sinh 1889), Peter Romanovsky (sinh 1892), Grigory Levenfish (sinh 1889), Ilya Rabinovich (sinh 1891), và Boris Verlinsky (sinh năm 1888); nhóm này bắt đầu nổi lên trước Cách mạng Nga năm 1917.